# Dário Frederico da Silva
Dário Frederico da Silva, meglio noto come Dário Jr. o Dário (Marília, 11 settembre 1991), è un calciatore brasiliano, attaccante svincolato.

## Carriera
In carriera ha giocato 12 partite di qualificazione per l'Europa League, 8 con il Neftçi Baku e 4 con il Kəpəz. Conta anche due presenze nell'AFC Champions League con il Daegu.

## Palmarès

### Club

#### Competizioni nazionali
- Campionato lettone: 1

Riga FC: 2020